# 溝口直侯
溝口 直侯（みぞぐち なおとき/なおよし、1778年6月11日（安永7年5月17日） - 1802年9月25日（享和2年8月29日））は、江戸時代中期から後期にかけての大名。越後国新発田藩9代藩主。官位は従五位下・出雲守。

## 経歴
8代藩主・溝口直養の養嗣子・直信の長男として誕生した。幼名は亀次郎。血縁上は直養の甥にあたる。なお、将軍世子が徳川家慶（いえよし）と改名した際、直侯はこれを憚って諱の読みを「なおよし」から「なおとき」に改めている。
天明6年（1786年）8月28日、父・直信が家督相続以前に没したことにより、8代藩主で伯父にあたる直養の嫡孫となった。同年閏10月6日、直養の隠居に伴い家督を相続する。当時は数え年9歳と幼少であったため、直養が当面後見をすることとなった。天明8年（1788年）10月1日、11代将軍・徳川家斉に御目見する。寛政元年（1789年）、「清涼院様一件」（後述）が起こり、その裁定に入った縁戚で老中松平信明が後見をすることとなる。同年には越後蒲原郡の領地のうち2万石を陸奥国田村郡・楢葉郡・信夫郡のうちに移される。同4年（1792年）12月16日、従五位下・出雲守に叙任する。享和2年8月29日（1802年9月25日）、江戸において25歳で死去した。法号は修徳院殿前雲州大守温山良恭大居士。江戸の駒込吉祥寺に葬る。

## 治世・人物
直侯の治世の初期に起こった「清涼院様一件」は、7代藩主・溝口直温の正室であった清涼院（直侯には実の祖母に当たる）の意向で、旧来の重臣が退けられ、清涼院に付き随って松平家からやって来た新参の相葉七右衛門を重職に任ずるといったことから始まった権力抗争であった。当時後見をしていた隠居の直養は清涼院に強いことが言えず、やむなく清涼院の生家の人物でもある老中松平信明が間に入って裁定をし、清涼院方の相葉は罷免された。
この事件はこうして解決したが、その懲罰的意味合いがあるとされる2万石の高替え（領地の交換）は、新発田藩に大きなダメージを与えた。陸奥国の新領は同じ2万石とはいえ、実際の生産力は越後の旧領と比してかなり低く、藩財政を打撃した。またこの時期には越後の領地も大水害に襲われ、幕府より関東筋川々の普請役や勅使の饗応役を命ぜられたこともあって、前代にやや持ち直した藩財政は再び窮迫するようになった。徹底した倹約が触れられ、家臣からの借り上げも復活した。
直侯は成人して後、「幼少で自ら政治を行っていなかった時のこととはいえ、先祖から持ち伝えてきた領地を手放すことになったのは、後々までの恥辱である」と日々思い悩んでいたという。このことが大きなきっかけとなって藩財政も窮迫し、死の直前には家臣間の抗争も再発した。不遇な一生であったといえる。
好学の大名としても知られ、膨大な読書の記録が残されている。ただし、祖父が傾倒した山崎闇斎の学派（崎門）には批判的であり、一方で国学に心を寄せていたとされる。

## 子女
子女は2男1女。
- 父：溝口直信
- 母：侶姫 - 松平武元の娘
- 正室：慶姫 - 璟姫、相良長寛の娘、死別
- 継室：布喜姫 - 公家久世通根の娘、慶姫死別後継室となる
- 側室：里代 - 側室の家臣・堀源之進行正の娘、窈樹院
  - 長男：溝口直諒 - 駒之助、10代藩主となった。
- 生母不明の子女
  - 次男：溝口直清 - 鉄次郎、部屋住みのまま若年で没。
  - 長女：美弥姫 - 長門長府藩主毛利元義世子・毛利元寛の正室。
- 養子
  - 女子：山内豊武正室 - 逸見長祥の娘